# Ligos
Ligos es una localidad española, pedanía de Montejo de Tiermes, perteneciente a la provincia de Soria, en la comunidad autónoma de Castilla y León. 

## Geografía

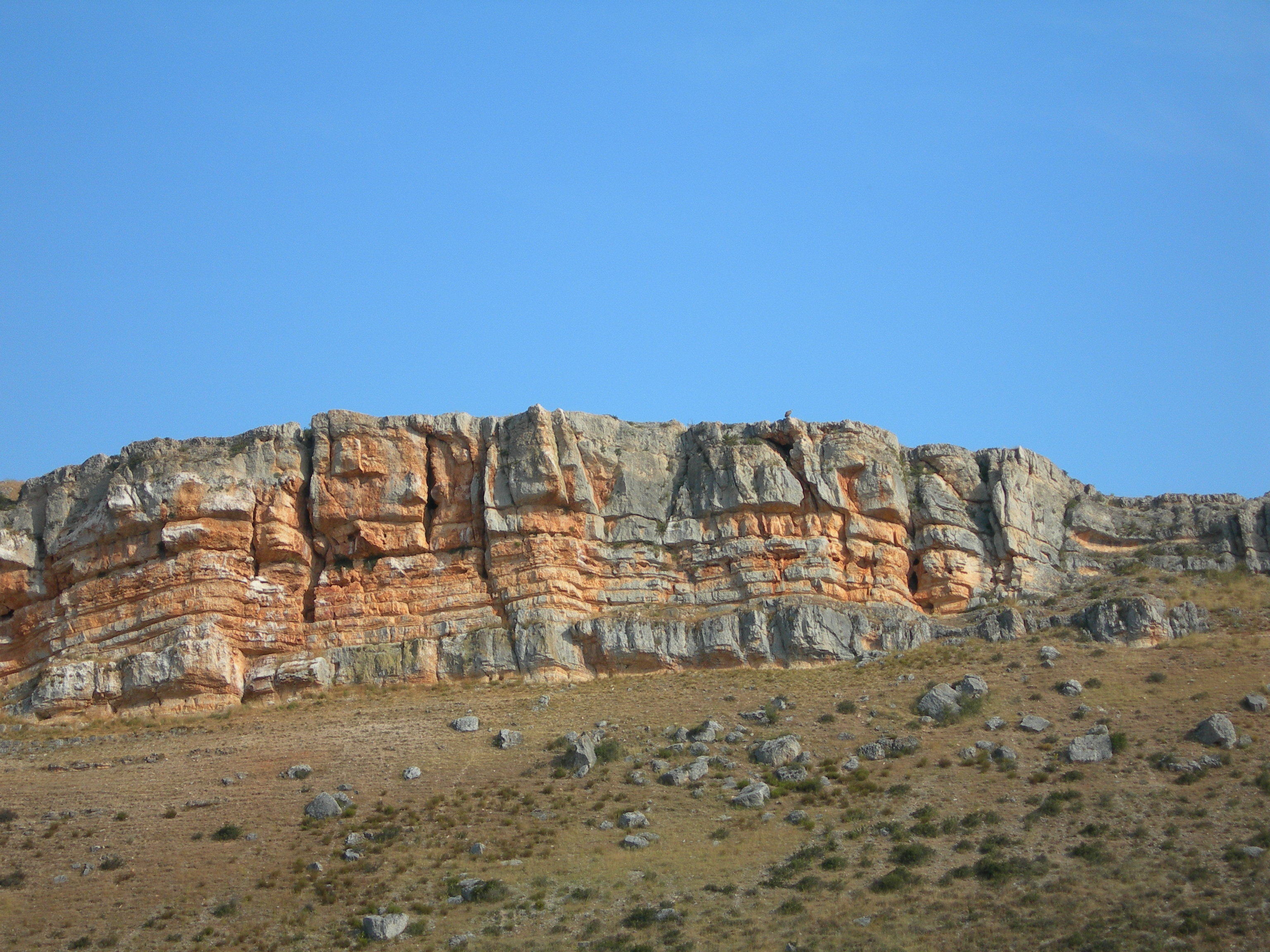
Cara sur de la Pedriza

Localidad ubicada cerca de las sierras de Ayllón y de Pela. Queda en la margen izquierda del río Pedro, afluyente que desemboca directamente en el río Duero. Hay que significar que dicho río Pedro ha excavado un amplio cañón a su paso por Ligos. Predomina la roca caliza, y se encuentra a una altitud de unos 1020 m sobre el nivel del mar, con latitud y longitud respectivamente de 41°24′29 N, 3°19′04 O. Los lugareños son llamados ligachos. La población está dividida en dos partes, la más próxima a la carretera se denomina "la pocilla", y el otro extremo "el chorrillo". La localidad está ubicada en el partido judicial de El Burgo de Osma.
Durante el Mesozoico esta región estuvo sumergida bajo las aguas marinas. En estos mares cálidos vivieron gran cantidad de organismos, como corales, erizos marinos, ammonites, gasterópodos, bivalvos y son estos restos fosilizados los que pueden encontrarse en la cuenca del río Pedro.
Predomina la llanura y cultivos de secano, principalmente cereales, que también es aprovechado para el pastoreo de ganado ovino. En la ribera del río hay abundante vegetación, sobre todo chopos y nogales, donde originalmente se ubicaban los huertos y la dehesa empleados antiguamente por la población local para la explotación agrícola y ganadera, hoy día ya abandonados. En la pedriza, en la cara sur, denominada Riscos del Hoyo, abundan los buitres leonados y alimoches, donde también se pueden encontrar nidos de dichas aves.

## Historia

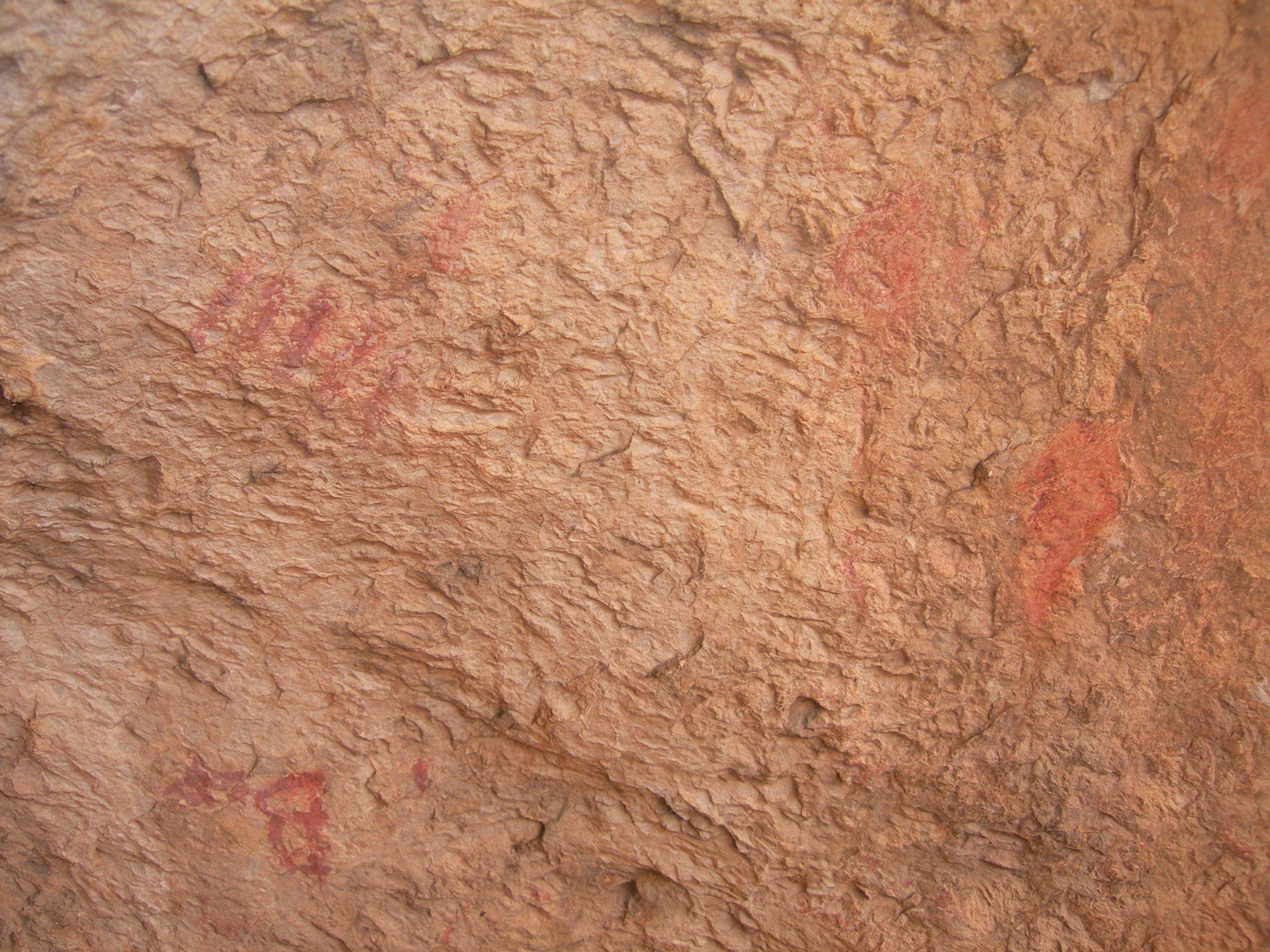
Pintura rupestre en los Riscos del Hoyo

Hay un asentamiento celtibérico en la zona conocida como la pedriza, ampliamente estudiado en los años 1950 por Teógenes Ortego. Dicho asentamiento se encuadra dentro de la cultura de los castros, con un recinto amurallado, aunque actualmente se encuentra en muy mal estado de conservación. Se estima que la antigüedad de dicho asentamiento es del siglo V a. C. Sobre dicho asentamiento hay que significar que dentro de los pueblos celtíbericos prerromanos estaría habitado posiblemente por el pueblo conocido como Arévacos. Dicho pueblo está directamente relacionado con los más conocidos asentamientos de Numancia, Tiermes y Uxama. De hecho, se plantea como hipótesis, que el origen etimológico del nombre de esta localidad esté vinculado por su similitud semántica con la deidad celta Lug. Por otra parte, también hay restos de pinturas rupestres. Son pinturas esquemáticas, localizadas en los Riscos del Hoyo, en abrigos formados de forma natural.
En la Edad Media, se repobló o fundó por el concejo de Ayllón durante la Reconquista, perteneciendo desde entonces a la segoviana Comunidad de Villa y Tierra de Ayllón, quedando Ligos encuadrado dentro del Sexmo de Torraño de esa comunidad.
Parte de la Comunidad de villa y tierra de Ayllón, perteneció a la provincia de Segovia hasta 1833 en que pasa a la provincia de Soria y a la diócesis de Sigüenza, hasta 1957. Actualmente forma parte de la diócesis de Osma la cual, a su vez, pertenece a la archidiócesis de Burgos.
En el Censo de 1789, ordenado por el conde de Floridablanca, figuraba como lugar  del Partido de Ayllón en la Intendencia de Segovia,  con jurisdicción de señorío y bajo la autoridad del alcalde pedáneo, nombrado por el marqués de Villena. Contaba entonces con 126 habitantes.
A la caída del Antiguo Régimen la localidad se constituye en municipio constitucional en la región de Castilla la Vieja, partido de El Burgo de Osma, que en el censo de 1842 contaba con 23 hogares y 91 vecinos, para posteriormente integrarse en Cuevas de Ayllón.
A mediados del siglo XIX, el lugar, por entonces con ayuntamiento propio, tenía contabilizada una población de 91 habitantes. La localidad aparece descrita en el décimo volumen del Diccionario geográfico-estadístico-histórico de España y sus posesiones de Ultramar de Pascual Madoz de la siguiente manera:

LIGOS: l. con ayunt. en la prov. de Soria (15 leg.), part. jud. del Burgo de Osma (5), aud. terr. y c. g. de Burgos (21), dióc. de Sigüenza (10): sit. sobre un peñascal, con libre ventilacion y clima sano. Tiene 34 casas, la consistorial, escuela de instruccion primaria frecuentada por 25 alumnos de ambos sexos, á cargo de un maestro á la vez sacristan y secretario de ayunt. , dotado con 30 fan. de trigo; 2 fuentes de buenas aguas, una igl. parr. (Sta. Maria), servida por un cura de provision real y ordinaria, previo concurso; el cementerio se halla contiguo á una ermita (la Magdalena), en posicion que no ofende á la salubridad pública. Confina el term. N. Torremocha; E. y S. Cuevas, y O. Ayllon. El terreno es llano y de mediana calidad; le fertiliza el r. Pedro, á cuyas márg. se ven hermosas huertas con árboles frutales y alamedas que dan á la ribera un aspecto delicioso. caminos: los que dirigen á los pueblos limítrofes, todos de herradura y en mal estado. correo: se recibe y despacha en la estafeta de Ayllon. prod.: trigo, cebada, centeno, avena, patatas, toda clase de legumbres, lino, cáñamo, hortalizas y fruta. ind.: la agrícola y un molino harinero, impulsado por el r. Pedro. comercio: esportacion del sobrante de frutos é importacion de los art. que faltan. pobl.: 23 vec., 91 alm. cap. imp.: 15,322 rs. y 16 mrs. El presupuesto municipal 160 rs., se cubre por reparto vecinal.
(Madoz, 1847, p. 282)

## Demografía
Evolución de la población
| Gráfica de evolución demográfica de Ligos entre 1787 y 2021 |
| |
| Población según el Censo de Floridablanca. Población según el Diccionario geográfico-estadístico de España y Portugal de Sebastián Miñano. Población de derecho 1842 y (2001-2011) según los censos de población del INE. Población según el padrón municipal de 2020 del INE. |

## Iglesia de San Juan Bautista

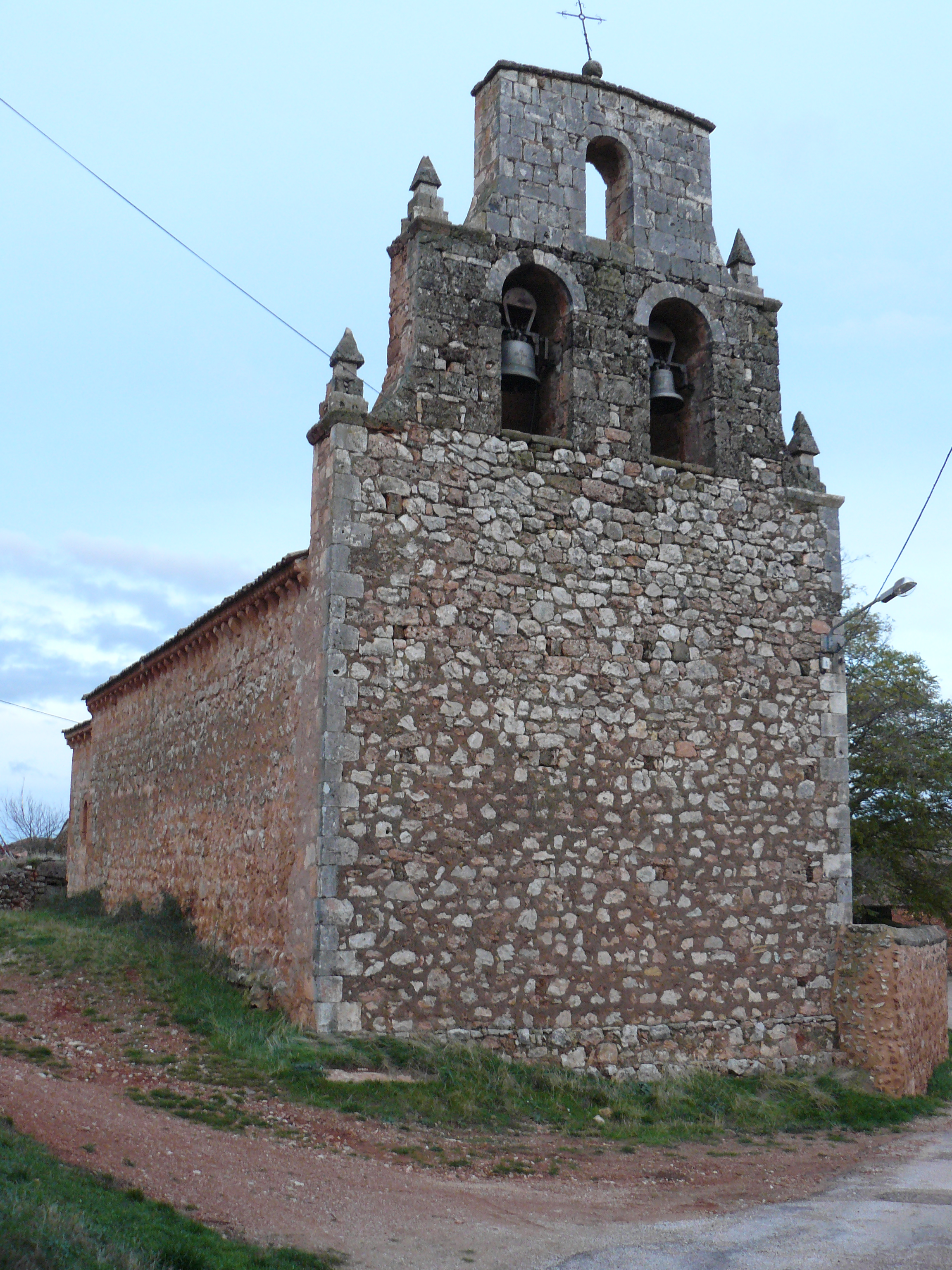
Espadaña de la iglesia

En el municipio de Ligos destaca la iglesia de San Juan, de estilo románico, del siglo XII, declarada Bien de Interés Cultural. Se trata de una iglesia de una sola nave y coro, con una espadaña que alberga dos campanas de antigüedad indeterminada. Los muros están realizados a base de mampostería, y sillares en las esquinas. A pesar de su sencillez dispone de un pórtico muy elaborado.
El ábside, como es tradición en todas las iglesias medievales está orientado al este, es decir, en dirección a la salida del sol. Esta costumbre, de carácter exotérico, tiene diversas lecturas, la más comúnmente aceptada es la antigua adoración pagana al Sol, que el cristianismo adaptó a sus propios principios.
Fue declarada Bien de Interés Cultural en la categoría de Monumento el 28 de septiembre de 1995.

## Economía
Recientemente, en el siglo XIX, predominaba en la zona el viñedo, y como testigo de ello, persisten bodegas construidas también en el siglo XIX donde se almacenaba el vino, y un lagar, donde se pisaba la uva al uso tradicional. Hoy día no queda rastro de viñedos, pero sí del lagar.

## Festividades
Se celebra el primer fin de semana de septiembre las fiestas patronales, en honor a la patrona, la Virgen del Arroyo. Se celebra misa y procesión, además de diversas actividades infantiles, y los tradicionales juegos de bolos (solo para mujeres) y la tanguilla, en la que sólo pueden participar hombres. Es de destacar la costumbre de tocar diana, en la que los jóvenes del pueblo despiertan a los vecinos el sábado y domingo por la mañana.